# Costume Quest
Costume Quest é um jogo eletrônico de RPG baseado em festas desenvolvido pela Double Fine Productions e publicado pela THQ, foi lançado em 20 de outubro de 2010. No jogo, o jogador controla uma criança que está pedindo doces ou travessuras com seu irmão gêmeo na noite de Halloween quando encontra um monstro que sequestra seu irmão. O jogador deve viajar pela vizinhança coletando itens para suas fantasias, doces e outros filhos como companheiros para enfrentar o líder dos monstros e resgatar seu irmão. Os aspectos do traje são usados em segmentos de batalha baseados em turnos, onde o personagem do jogador e seus companheiros são transformados em qualquer coisa que estejam vestidos para lutar contra outros monstros; os aspectos do traje também são usados para habilidades fora das batalhas.
Uma expansão DLC intitulada "Grubbins on Ice" foi lançada em 21 de dezembro de 2010, ocorrendo após os eventos do jogo original e ambientada no mundo dos monstros de Repugia. Uma sequência, Costume Quest 2, foi lançada em 2014.

## Jogabilidade

Na batalha, as crianças se transformam em versões gigantes de suas fantasias e usam suas habilidades para lutar contra monstros.

Costume Quest incorpora elementos de exploração de jogos de aventura e crescimento de personagens de RPG. Na parte de exploração do jogo, o personagem do jogador explora os arredores, começando pelo bairro, depois por um shopping e depois por uma cidade do interior. Nessas áreas o jogador pode completar missões através de doces ou travessuras que recompensam o personagem com dicas sobre a localização do irmão, mais doces (uma espécie de moeda para interações com outras crianças) e peças de fantasia que podem ser usadas para alterar a personalidade do personagem.  fantasia.  O personagem também pode fazer amizade com até 4 personagens não-jogadores que podem ajudar em alguns aspectos da resolução de missões.
Às vezes, os personagens dos jogadores encontrarão monstros, levando ao modo de batalha do jogo. Aqui as crianças se tornam versões gigantes das fantasias que vestem, junto com as habilidades refletidas por essas fantasias;  por exemplo, uma criança vestindo uma fantasia de robô improvisada torna-se um robô mecanizado gigante, enquanto uma criança vestindo um suéter medieval torna-se um cavaleiro de armadura e espada. As batalhas são baseadas em turnos, permitindo ao jogador selecionar ataques, bloqueios ou um movimento especial que requer acertar um evento rápido no momento certo para causar o máximo de dano aos seus inimigos. Vencer batalhas leva a recompensas adicionais para a missão principal do jogador.

## Trama
O jogo acontece no Halloween. Os irmãos gêmeos fraternos Reynold e Wren são novos na vizinhança e sua mãe pede que façam novos amigos na vizinhança. O jogador neste ponto escolhe com qual irmão jogar, marcando-o como "responsável". Os dois se vestem com suas fantasias, com o personagem não jogável se vestindo como um pedaço de milho doce e o personagem jogável se vestindo como um robô. Um monstro vê o irmão não jogável e o sequestra.  O personagem do jogador agora deve salvar seu irmão a tempo e estar em casa antes do toque de recolher. O personagem do jogador faz doces ou travessuras nas casas, rastreando os monstros e seus irmãos desde a vizinhança, depois até um shopping e depois até uma cidade do interior. Ao longo do caminho, eles encontram os colegas travessuras Everett e Lucy, que se juntam à festa. Eventualmente, o personagem do jogador confronta a líder dos monstros, Dorsilla, que após derrotá-la revela que na verdade está trabalhando para um monstro muito mais poderoso chamado Cadaverous Big Bones. Ao derrotá-lo, o personagem do jogador resgata seu irmão e volta para casa, banindo os monstros de volta ao seu mundo natal.

### "Grubbins on Ice"
"Grubbins on Ice" ocorre após o jogo original na temporada de inverno. Everett e Lucy estão procurando por qualquer evidência dos monstros que foram deixados para trás. Lucy encontra uma evidência, que abre um portal para o qual ela é sugada. Everett então  leva Reynold e Wren com ele para encontrar e salvar Lucy, que foi capturada pelos monstros do outro lado do portal, que leva ao mundo dos monstros de Repugia. Semelhante ao jogo original, o jogador deve enganar ou  -trate em várias casas para eventualmente chegar a Cadaverous Big Bones, derrotá-lo mais uma vez e resgatar Lucy.No final de "Grubbins on Ice", os personagens principais escapam de Repugia para um nexo de portais, que leva diretamente à trama de  Missão de Fantasia 2.

## Desenvolvimento
Costume Quest é o resultado de uma série de "Quinzenas de Amnésia" que Double Fine usou durante o período de desenvolvimento de Brütal Legend quando não tinham certeza de seu editor. Durante as Quinzenas da Amnésia, a equipe se dividiu em quatro grupos menores e trabalhou em protótipos para possíveis jogos futuros, apresentando-os posteriormente ao restante da equipe da Double Fine para revisão. Todos os quatro protótipos foram bem recebidos internamente e as ideias foram deixadas de lado quando começaram a trabalhar novamente em Brütal Legend. Após a conclusão do jogo, Double Fine acreditava que a Electronic Arts os havia autorizado a continuar trabalhando em uma sequência de Brütal Legend, mas descobriu mais tarde que a sequência havia sido suspensa indefinidamente, deixando o estúdio sem projetos. Em vez disso, Tim Schafer voltou-se para os produtos Amnesia Fortnight e procurou desenvolvê-los como jogos menores entre vários editores. Dois deles, Costume Quest e Stacking, foram escolhidos por THQ para publicação como títulos para download.
O desenvolvimento de Costume Quest foi liderado por Tasha Harris, animadora principal da Double Fine e ex-artista da Pixar, com Tim Schafer fornecendo suporte quando necessário, especialmente na escrita. O conceito do jogo foi uma ideia que Harris teve antes de ingressar na Double Fine, mas nunca teve a chance de expandi-la enquanto estava na Pixar. Ela queria que o jogo capturasse "aquela sensação nostálgica dessas crianças brincando de se fantasiar" e usou fotos antigas de crianças fantasiadas de Halloween para dar corpo ao jogo. Harris mencionou a ideia a Schafer, e Schafer escolheu seu projeto como um dos quatro a serem desenvolvidos durante as Quinzenas da Amnésia. Embora o conceito original de Harris não fosse baseado em um RPG ela considera que o jogo foi influenciado por jogos mais antigos da Nintendo e da Square Enix como Dragon Quest e Final Fantasy e jogos que acontecem em um cenário moderno como EarthBound e  Pokémon. Ela também seguiu dicas da série The Legend of Zelda, onde a exploração seria ritmada pela aquisição de novos itens dentro do jogo. Harris afirmou que queria "fazer um jogo que fosse como os RPGs que [ela] adorava enquanto crescia, mas modernizá-lo para que parecesse legal e as pessoas gostassem de jogá-lo agora" para aproveitar a crescente popularidade dos títulos disponíveis como conteúdo para download.
Ao contrário dos jogos anteriores da Double Fine, que tinham ciclos de desenvolvimento de quatro a cinco anos, Costume Quest foi concluído em menos de um ano.  O prazo e o tamanho da equipe foram baseados na experiência anterior de Schafer no desenvolvimento de The Secret of Monkey Island.  Schafer refletiu que esta escala de tempo limitada foi benéfica para o seu processo de desenvolvimento. O cronograma reduzido forçou-os a limitar o escopo do jogo e evitou o "aumento de recursos", a adição de elementos de jogo interessantes, mas desnecessários. Com escopo limitado, eles também foram capazes de se concentrar em tornar os principais recursos de jogo divertidos e divertidos ao longo do jogo. Houve também uma melhor comunicação através da equipe menor e com membros individuais tendo mais controle sobre suas próprias responsabilidades dentro do jogo. O trabalho realizado no motor de jogo de Brütal Legend foi “essencial” para Costume Quest, permitindo à equipe reutilizar rapidamente a tecnologia existente sem os custos de licenciamento de outros motores de terceiros. Schafer estimou o orçamento total do jogo em cerca de 2 milhões de dolares. Um bug de software que interferia no salvamento do jogo foi descoberto após o lançamento e, embora a Double Fine tenha conseguido isolá-lo e corrigi-lo, o custo de certificação do patch, estimado em cerca de US$ 40.000, impediu-os de lançá-lo no início. Eles o lançaram mais tarde como uma atualização de título.

## Lançamento
O jogo é um título para download e foi lançado em 20 de outubro de 2010 nos serviços PlayStation Network e Xbox Live Arcade. um porte para o Microsoft Windows foi lançado através da Steam cerca de um ano depois. Mais tarde, foi lançado no Linux e OS X como parte do Double Fine Humble Bundle. O protótipo original do Costume Quest foi lançado para Microsoft Windows como parte do pacote Amnesia Fortnight 2012 em 19 de novembro de 2012.

### Expansões
Um capítulo adicional para download, "Grubbins on Ice", foi disponibilizado em 21 de dezembro de 2010, juntamente com um patch gratuito para corrigir alguns problemas de desempenho e jogabilidade do jogo. Ocorrendo algum tempo depois dos acontecimentos do jogo principal, enquanto o inverno cai sobre as crianças, elas encontram um portal para o mundo dos monstros, Repugia, onde Lucy é capturada pelos monstros durante uma revolução.

### Versão do Windows
Costume Quest foi originalmente lançado como um jogo para download para Xbox 360 e PlayStation 3. De acordo com Schafer, embora quisessem criar uma versão para Microsoft Windows, eles como desenvolvedores, não tinham a palavra final sobre quais plataformas seriam suportadas. Schafer comentou que a THQ não viu nenhum benefício financeiro na criação da versão para Windows na época.
No entanto, um ano após o lançamento inicial de Costume Quest, uma versão do jogo para Windows foi lançada através da plataforma Steam. Esta versão foi financiada pela Dracogen Strategic Investments de Steven Dengler, que também já havia financiado uma versão OS X de Psychonauts da Double Fine algumas semanas antes deste novo lançamento. A versão do Windows inclui o conteúdo "Grubbins on Ice". Dengler contatou Schafer e Double Fine em 2011, depois que Schafer, brincando, enviou uma mensagem no Twitter sobre o custo de portar jogos como Costume Quest para outras plataformas.  Embora as discussões iniciais tenham sido bem-humoradas, Dengler logo iniciou negociações sérias para fornecer o financiamento necessário para a transferência;  um contrato completo foi concluído 18 dias após a primeira mensagem de Dengler à empresa. Embora os termos completos do acordo não tenham sido anunciados, Dengler afirmou que não esperava obter um grande lucro com o investimento, mas pelo menos reembolsar o investimento "e então alguns".
Costume Quest, junto com Stacking, eram propriedade da editora THQ no momento de sua falência e, na época, esses ativos foram vendidos para a Nordic Games. Em novembro de 2013, a Double Fine e a Nordic Games negociaram um acordo para a Double Fine assumir os direitos de publicação de ambos os jogos, enquanto a Nordic ajudou a publicar e distribuir cópias de varejo desses jogos e Psychonauts da Double Fine para OS X e Windows no início de 2014.

### Sequência
Costume Quest 2 foi anunciado em março de 2014 e lançado em 7 de outubro daquele ano. Foi lançado para Linux, OS X,  Microsoft Windows, Xbox 360, Xbox One, Wii U, PlayStation 3 e PlayStation 4 em outubro de 2014.
Wren e Reynold retornam na sequência, que apresenta mais fantasias e apresenta um sistema de batalha “mais profundo e suculento”, de acordo com Schafer. O enredo do jogo envolve Wren e Reynold viajando tanto para o passado quanto para o futuro, a fim de desfazer as ações do malvado dentista viajante no tempo, Dr. Orel White, DDS.

### Outras mídias
A Double Fine se uniu à Oni Press para produzir uma história em quadrinhos única, Costume Quest: Invasion of the Candy Snatchers, escrita e desenhada por Zac Gorman, a ser lançada na mesma época do lançamento da sequência do jogo.  Gorman já havia desenhado uma história em quadrinhos de Costume Quest para sua série de webcomic Magical Game Time, que chamou a atenção de Double Fine e levou a esta colaboração.
Frederator Studios anunciou em maio de 2015 que estava produzindo um curta de animação baseado em Costume Quest. O curta foi planejado para ser escrito e storyboard por Zac Gorman e dirigido por Pat McHale. Em fevereiro de 2017, a Frederator Studios anunciou que o projeto agora se tornaria uma série animada a ser distribuída como programação original para a Amazon. Para a série, Bryan Caselli e Will McRobb atuam como showrunners, com Fred Seibert, Kevin Kolde e Eric Homan atuando como produtores executivos. Tendo trabalhado no curta original, Zac Gorman foi inicialmente abordado como showrunner, mas recusou, embora seu estilo tenha se tornado crucial para o visual do programa, e ele contribuiu como escritor em 2 episódios. Costume Quest é o primeiro projeto de Frederator com a Amazon. A primeira metade da 1ª temporada foi lançada em 8 de março de 2019. A segunda metade da 1ª temporada foi lançada em 11 de outubro de 2019. Um especial de feriado, Heroes on Holiday, foi lançado em 21 de novembro de 2019.

## Recepção

### Costume Quest
Costume Quest recebeu "avaliações geralmente favoráveis" em todas as plataformas, exceto na versão Xbox 360, que recebeu avaliações "médias", de acordo com o site de agregação de análises Metacritic. alguns elogiaram a singularidade e o charme do jogo, mas citando uma mecânica de jogo obsoleta. A versão PS3 foi nomeada "PSN Game of the Year 2010" no PlayStation: The Official Magazine. O jogo recebeu o prêmio de "Melhor Jogo para Download" no Spike Video Game Awards de 2010.

### DLC Grubbins on Ice
A versão Xbox 360 da DLC Grubbins on Ice recebeu críticas "favoráveis" de acordo com o Metacritic.